# Gendarmenmarkt

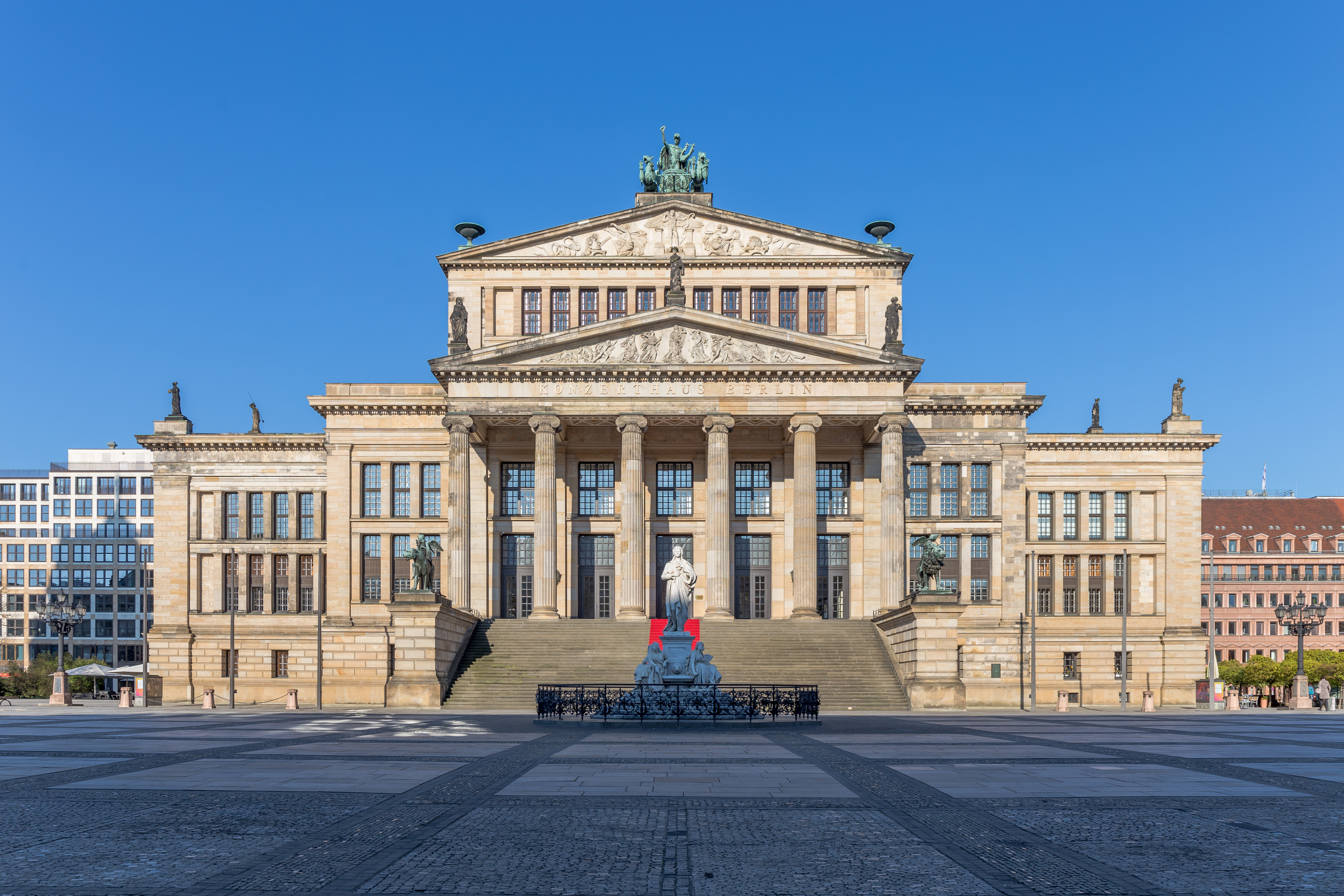
Schauspielhaus im Westen des Gendarmenmarkts

Deutscher Dom im Süden des Platzes

Französischer Dom im Norden des Platzes

Der Gendarmenmarkt ist ein nach dem ursprünglich hier angesiedelten Kürassierregiment Gens d’armes benannter Platz im Berliner Ortsteil Mitte des gleichnamigen Bezirks. Angelegt bei der Stadterweiterung im Jahr 1688, wurde er im Zweiten Weltkrieg zerstört und 1976–1993 wiederaufgebaut. Auf ihm befinden sich das heute als Konzerthaus genutzte Schauspielhaus von Karl Friedrich Schinkel sowie der Deutsche und Französische Dom von Carl von Gontard. Der Gendarmenmarkt gilt als „schönster Platz Berlins“.

## Lage
Der rund 3,3 Hektar große Platz liegt inmitten des auf dem Reißbrett geschaffenen Stadtviertels Friedrichstadt. Er nimmt drei der Karrees ein und wird begrenzt durch die Französische Straße im Norden, die Charlottenstraße im Westen, die Mohrenstraße im Süden und die Markgrafenstraße im Osten. Die Jäger- und die Taubenstraße werden durch den Platz geteilt und sind im Bereich des Platzes – als Straßen kaum noch kenntlich – in Form einer Fußgängerzone ausgelegt.

## Geschichte

### Entstehung
Der Platz entstand ab 1688 nach Plänen von Johann Arnold Nering als Teil der Friedrichstadt, die Kurfürst Friedrich III., der spätere König Friedrich I. in Preußen, Ende des 17. Jahrhunderts anlegen ließ. In diesem historischen Viertel siedelte sich ein Großteil der französischen Einwanderer (Hugenotten) an, denen der Große Kurfürst Friedrich Wilhelm von Brandenburg mit dem Edikt von Potsdam im Jahr 1685 den Schutz ihrer religiösen Freiheit und volles Bürgerrecht zugesichert hatte.
König Friedrich I. wies sowohl der lutherischen als auch der französisch-reformierten Gemeinde je eine Stelle auf dem Platz zum Kirchenbau zu: im Norden für die Französische Friedrichstadtkirche und im Süden für die Deutsche Kirche. Beide Kirchenbauten entstanden nach 1701 zunächst ohne die später angebauten Türme.
Seine Gestalt erhielt der Platz unter Friedrich II. – dem Großen – mit den beiden identischen Kuppeltürmen neben den Kirchen. Sie wurden in den Jahren 1780–1785 nach Plänen von Carl von Gontard errichtet. Als Vorbild für die Neugestaltung wird oft die Piazza del Popolo in Rom erwähnt, Laurenz Demps jedoch bezweifelt dies. Da das Charakteristikum des Platzes in der Überdimensionierung der Türme besteht, wird manchmal als Vorbild das Old Royal Naval College (1703) in Greenwich genannt.

### Namensgebungen
Ursprünglich als Markt angelegt, hieß der Platz im 17. Jahrhundert Linden-Markt, im 18. Jahrhundert bis 1786 Mittelmarkt oder Friedrichstädtischer Markt, danach Neuer Markt. 1799 erhielt er den Namen Gendarmenmarkt in Erinnerung an die Stallungen des Kürassierregiments der Gens d’armes, die der „Soldatenkönig“ Friedrich Wilhelm I. 1736 hier errichten ließ. Um den Platz herum standen die Wohnhäuser hoher Beamter des Königs, staatliche Behörden und bedeutende Hotels, darunter das Hotel de Brandebourg.

### Geschichte bis 1945

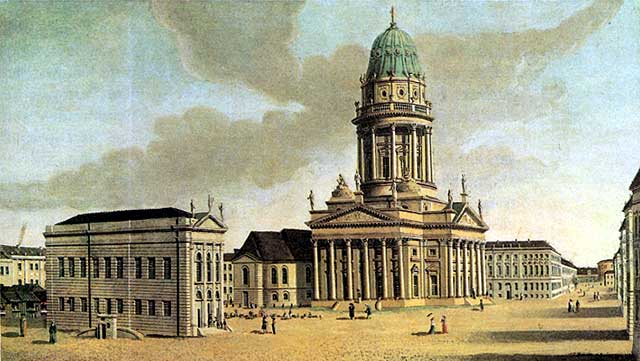
Gendarmenmarkt mit Komödienhaus (links), Gemälde von Carl Traugott Fechhelm, 1788
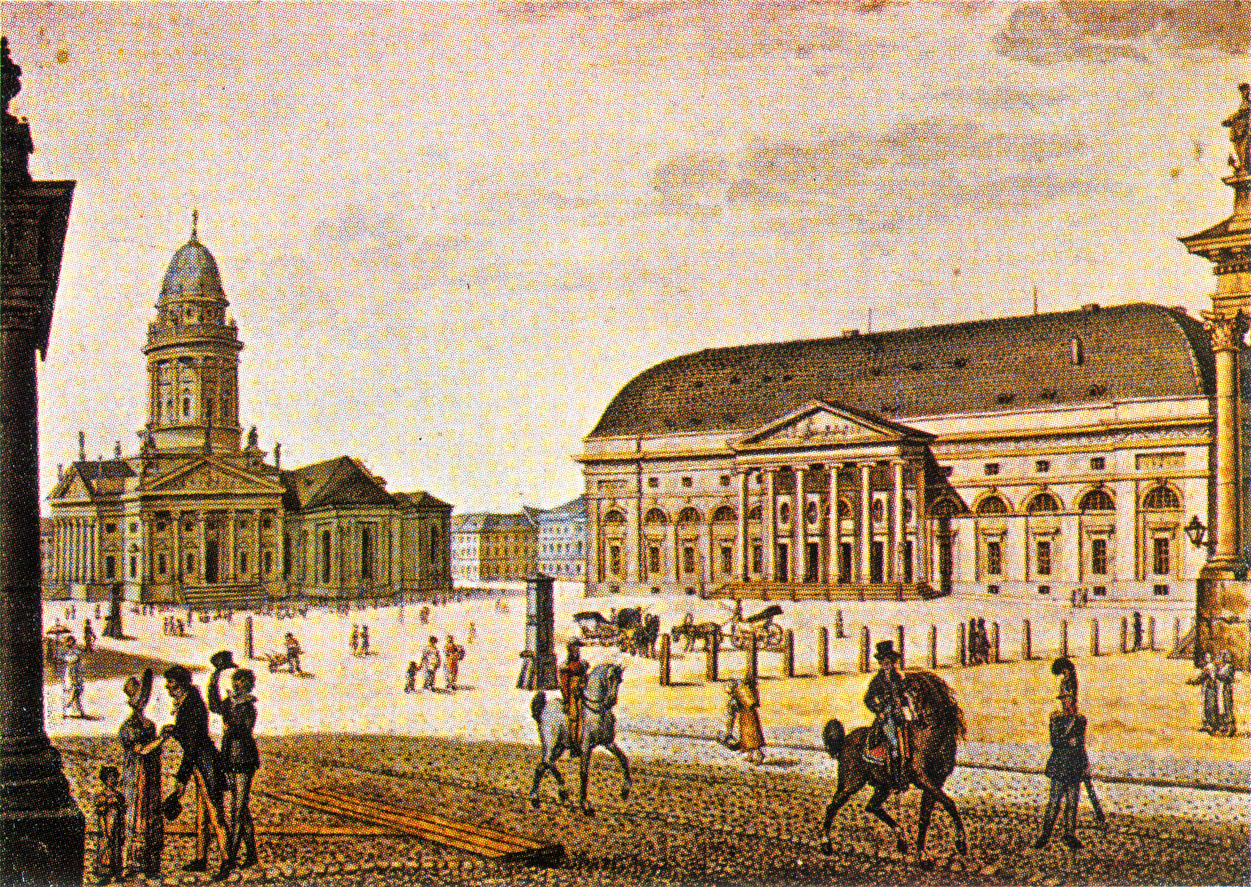
Gendarmenmarkt mit Nationaltheater (rechts), Aquarell von Friedrich August Calau, um 1815
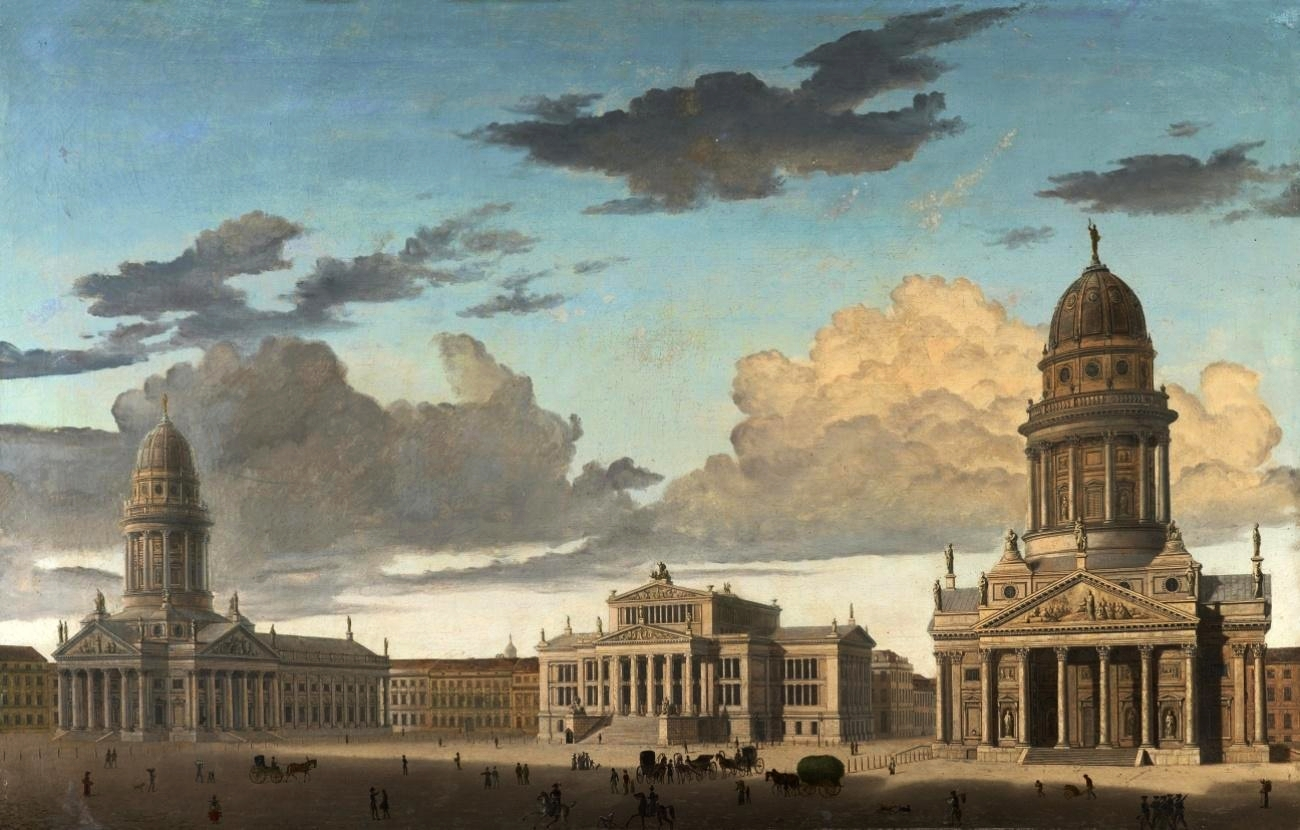
Gendarmenmarkt in Berlin, Gemälde von Carl Hasenpflug, 1822
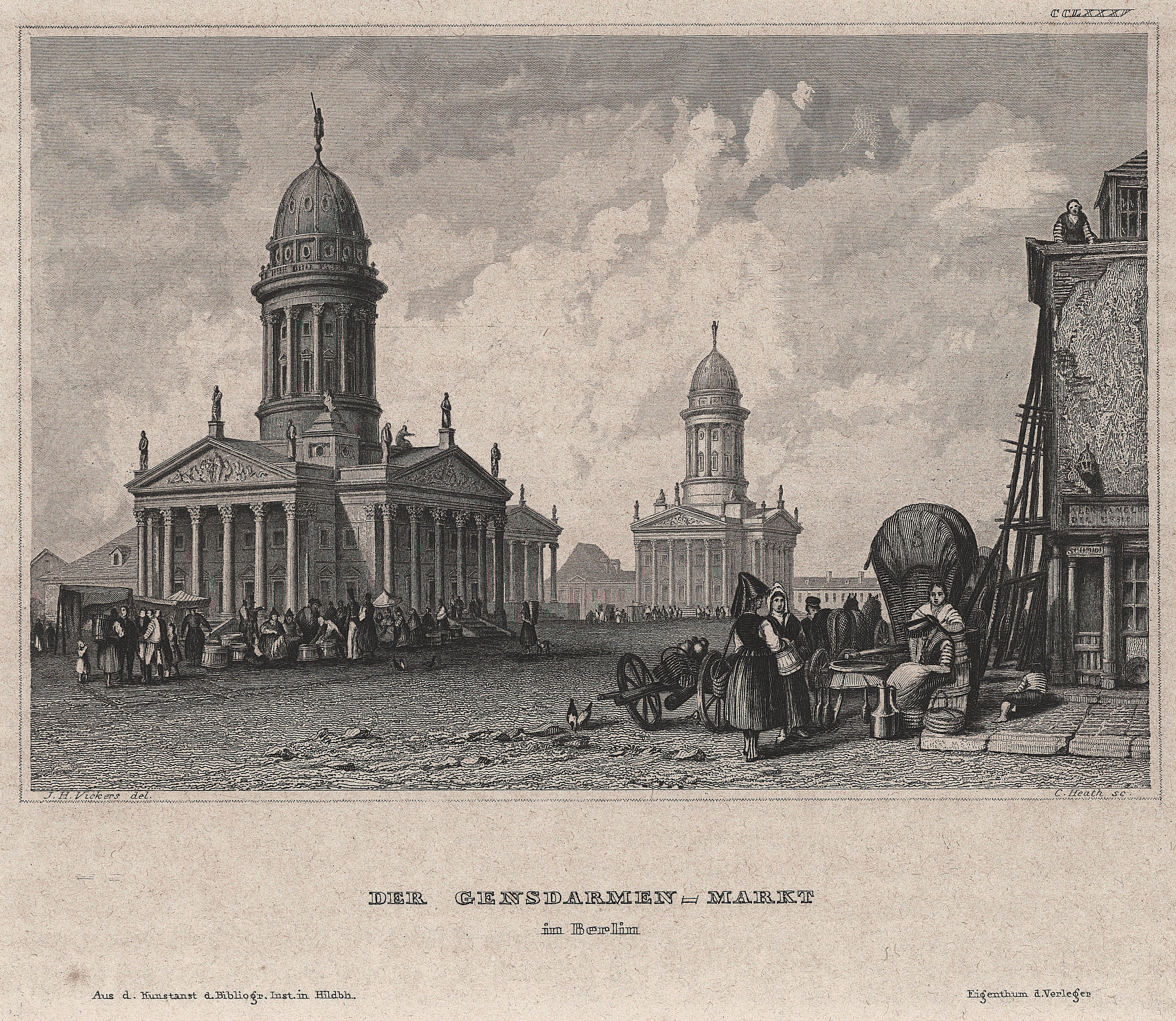
Gendarmenmarkt in Meyer’s Universum 1840
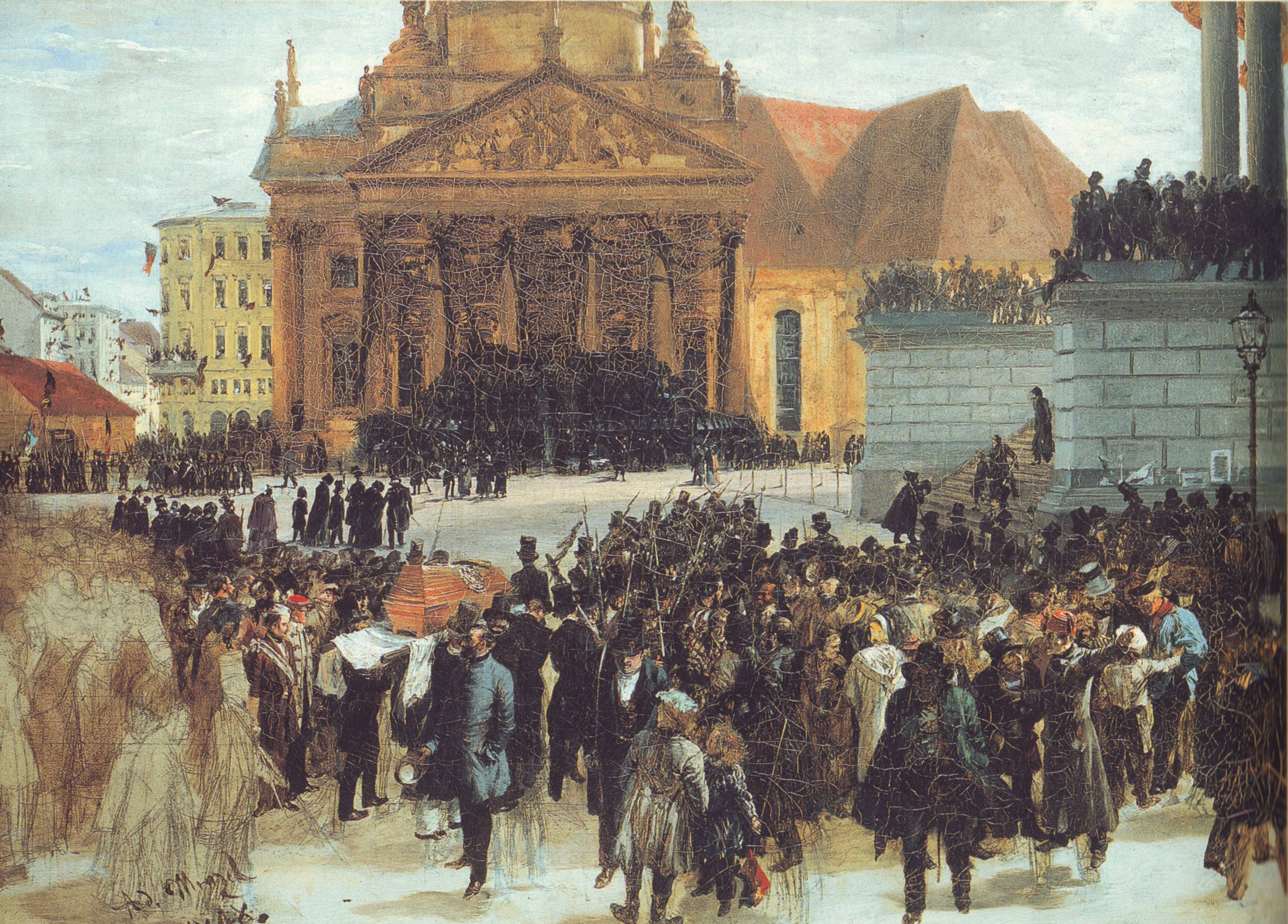
Aufbahrung der Märzgefallenen, Gemälde von Adolph Menzel, 1848
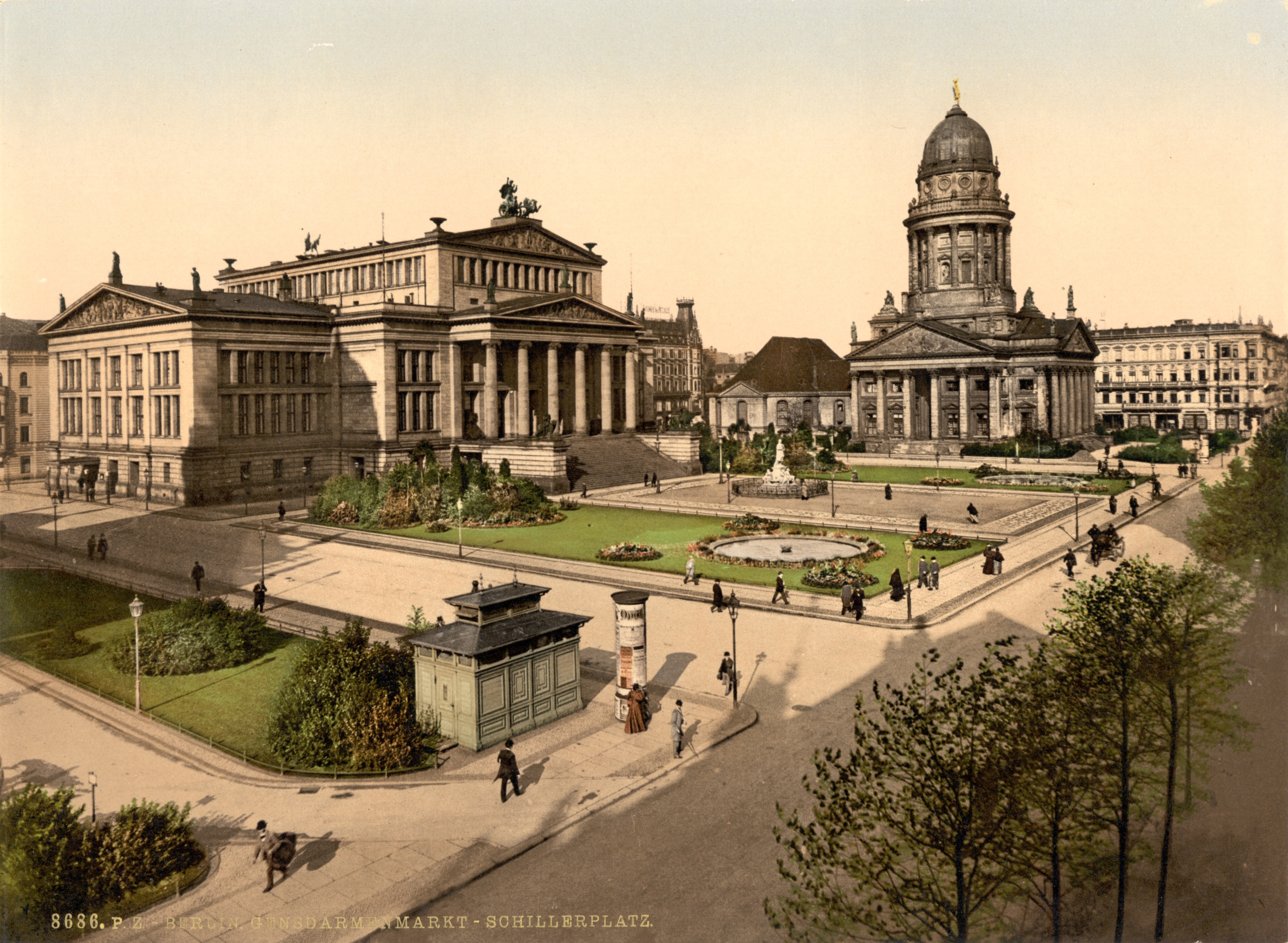
Ansicht des Gendarmenmarkts von Südosten, um 1900

Friedrich II., Sohn Friedrich Wilhelms I, ließ die Stallungen im Jahr 1773 abreißen, und den Platz nach Plänen von Georg Christian Unger einheitlich mit dreigeschossigen Wohnhäusern umsäumen. Zwischen den beiden Kirchen entstand ein kleines französisches Komödientheater, das 1800–1802 durch ein neues Nationaltheater mit 2000 Sitzplätzen ersetzt wurde. Dieses vom Architekten Carl Gotthard Langhans geschaffene Theater brannte 1817 ab. Karl Friedrich Schinkel errichtete im Stil des Klassizismus an seiner Stelle bis 1821 den platzbeherrschenden Neubau. Als preußisches Staatstheater wurde das Schauspielhaus zu einer der führenden deutschsprachigen Bühnen.
Der Gendarmenmarkt war Ort wechselhaften politischen Geschehens in Berlin. Die Revolution von 1848/1849 kündigte sich schon 1847 auf dem Gendarmenmarkt durch die Kartoffelrevolution an, einen Aufruhr gegen gestiegene Lebensmittelpreise. Die in den Barrikadenkämpfen während der Märzrevolution von 1848 Gefallenen wurden auf den Stufen des Deutschen Doms feierlich aufgebahrt. Ab September 1848 tagte die Preußische Nationalversammlung mehrere Wochen im Großen Saal des Schauspielhauses.
Das Denkmal für Friedrich Schiller vor dem Schauspielhaus ist eine Auftragsarbeit an Reinhold Begas. Die feierliche Grundsteinlegung erfolgte am 10. November 1859 anlässlich des 100. Geburtstags des Nationaldichters, zwölf Jahre später die Einweihung. Zwischen 1871 und 1936 hieß dieser Teil des Gendarmenmarkts Schillerplatz.
Die Umgestaltungen repräsentativer Plätze im Zentrum Berlins während der Zeit des Nationalsozialismus betrafen neben dem Lustgarten, dem Kaiser-Franz-Joseph-Platz und dem Wilhelmplatz auch den Gendarmenmarkt. Alle dienten nunmehr als Aufmarschplätze für propagandistische Veranstaltungen und sonst, außer dem Lustgarten, als Pkw-Parkplätze. Auf dem Gendarmenmarkt ersetzte ab 1936 ein großflächiges Muster quadratischer Platten, das in Grundzügen noch vorhanden ist (Stand: 2020), das Schillerdenkmal sowie die gärtnerischen Schmuckanlagen. Jährlich fand auf dem Gendarmenmarkt die jahrgangsweise Aufnahme von Jungen des Deutschen Jungvolks in die Hitlerjugend statt.

### Geschichte seit 1945
Im Zweiten Weltkrieg erlitt der Platz starke Beschädigungen. Die drei platzbildenden Gebäude brannten nahezu vollständig aus, doch blieb ihre Bausubstanz samt Fassaden- und Figurenschmuck erhalten. Im Jahr 1948 gab das Alexandrow-Ensemble, der berühmte sowjetische Soldatenchor mit Orchester, vor dieser Ruinenkulisse ein Konzert. Anlässlich der 250-Jahr-Feier der 1946 hier angesiedelten Deutschen Akademie der Wissenschaften bekam der Gendarmenmarkt 1950 den Namen Platz der Akademie.

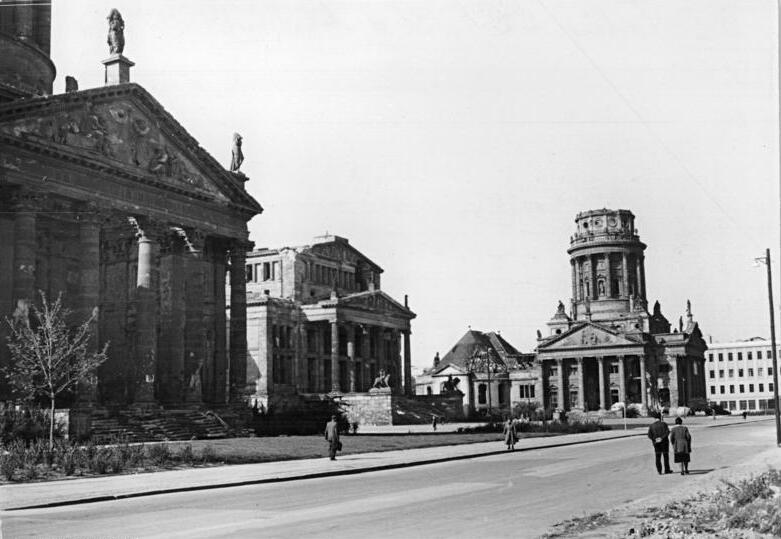
Ruine des Schauspielhauses und des Französischen Doms, 1951
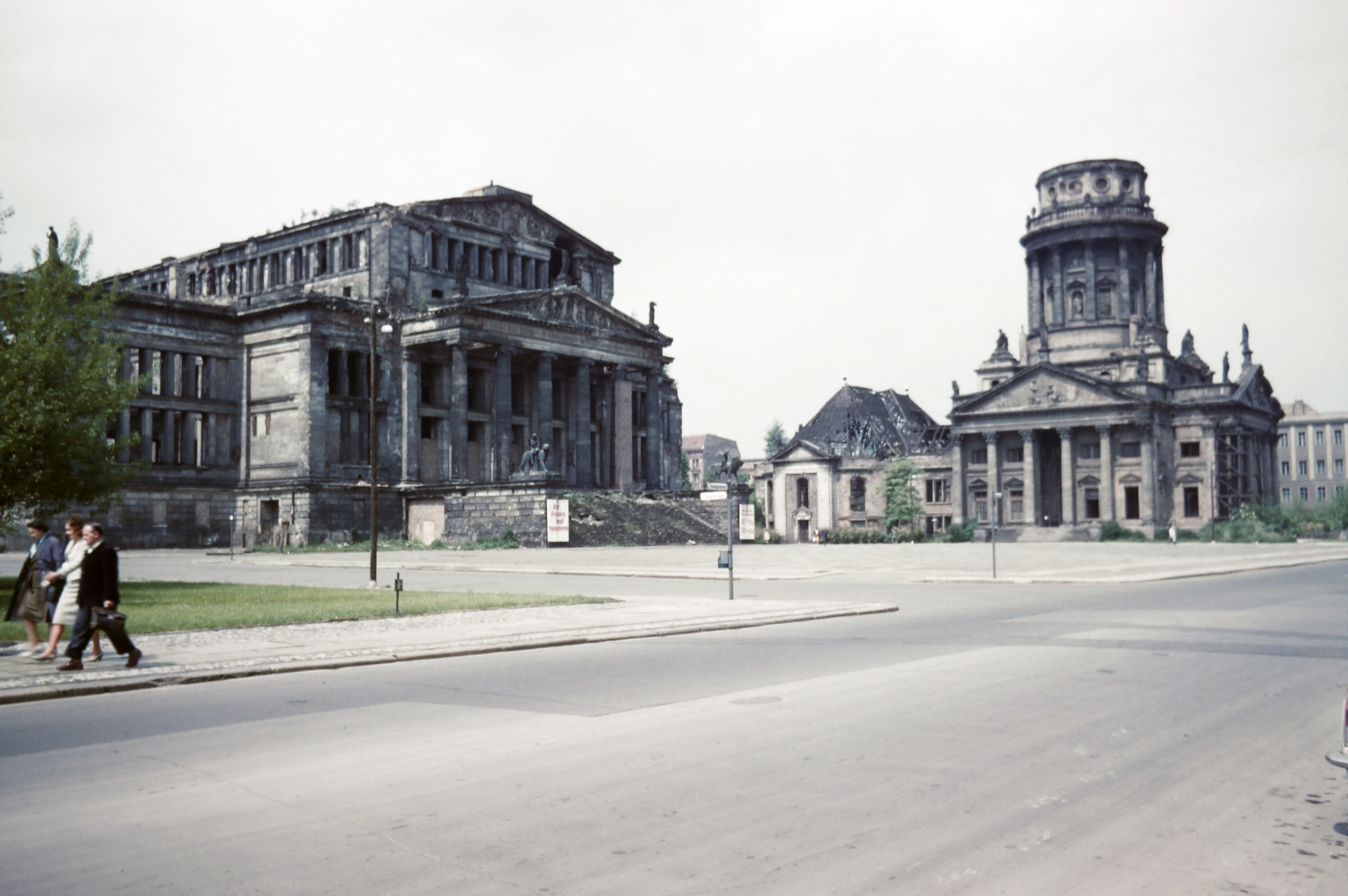
Ähnliche Ansicht, zehn Jahre später: keine baulichen Veränderungen, 1961
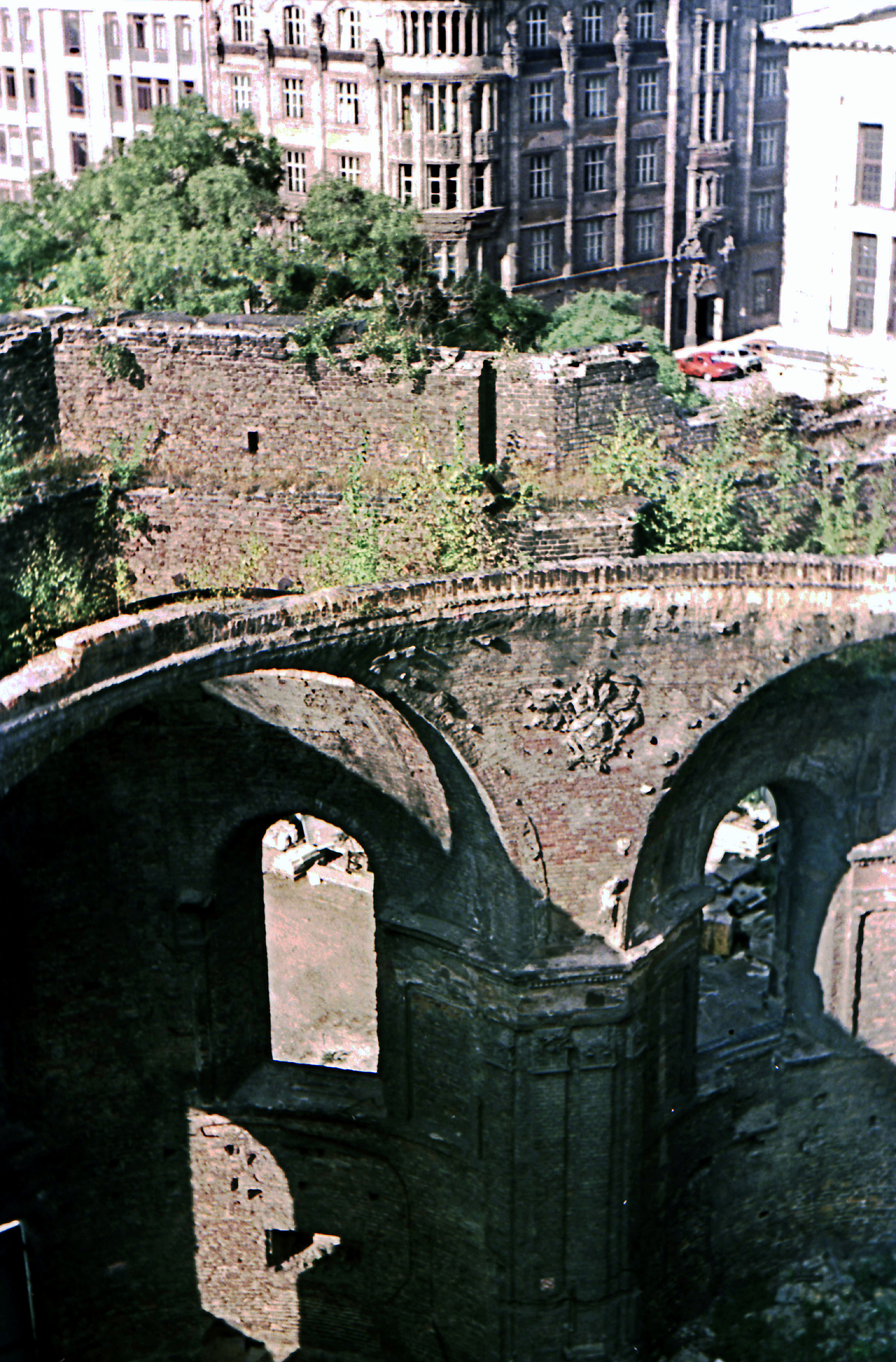
Ruine des Deutschen Doms, 1985

Im Jahr 1976 erteilte der Magistrat von Berlin den Auftrag zum Wiederaufbau des Platzes als geistig-kulturelles Zentrum. Durch die Wiederherstellung der drei beherrschenden Gebäude von 1976 bis 1993 und die Lückenschließungen in der Randbebauung von 1985 bis 1996 konnte die eindrucksvolle Platzanlage zurückgewonnen werden. Schon die Bebauung der 1980er Jahre zeigte das Bemühen, der Bedeutung des Standortes gerecht zu werden: „Die meist in Stahlskelettbauweise mit vorgehängter Fassade errichteten Gebäude wurden mit farbigen Mosaikinkrustationen oder Rundbogenarkaden aus materialsichtigem Betonwerkstein und historisierenden Bauelementen verfeinert.“
Das Schauspielhaus wurde am 1. Oktober 1984, der Französische Dom am 9. August 1987 und der Deutsche Dom am 2. Oktober 1996 wiedereröffnet.
Auf dem Platz wachsen einige bemerkenswerte Bäume, von denen die folgenden als Naturdenkmale unter Schutz stehen: zwei Japanische Schnurbäume, eine Strauchkastanie sowie ein Französischer Ahorn.
Am 2. Oktober 1990, dem Vorabend der deutschen Wiedervereinigung, fand auf diesem Platz der letzte Staatsakt der DDR-Regierung unter Ministerpräsident Lothar de Maizière mit der Aufführung von Beethovens 9. Sinfonie unter Leitung von Kurt Masur statt.
Im Jahr 1991 erhielt der Platz seinen historischen Namen zurück.
Am 5. Februar 2021 wurden die Platzgestaltung und die Randbebauung des Gendarmenmarktes als bedeutende Zeugnisse der Postmoderne in der ehemaligen DDR unter Denkmalschutz gestellt. Damit verbunden war das Vorhaben, den Platz von 2022 bis 2024 nach historischem Vorbild zu sanieren.

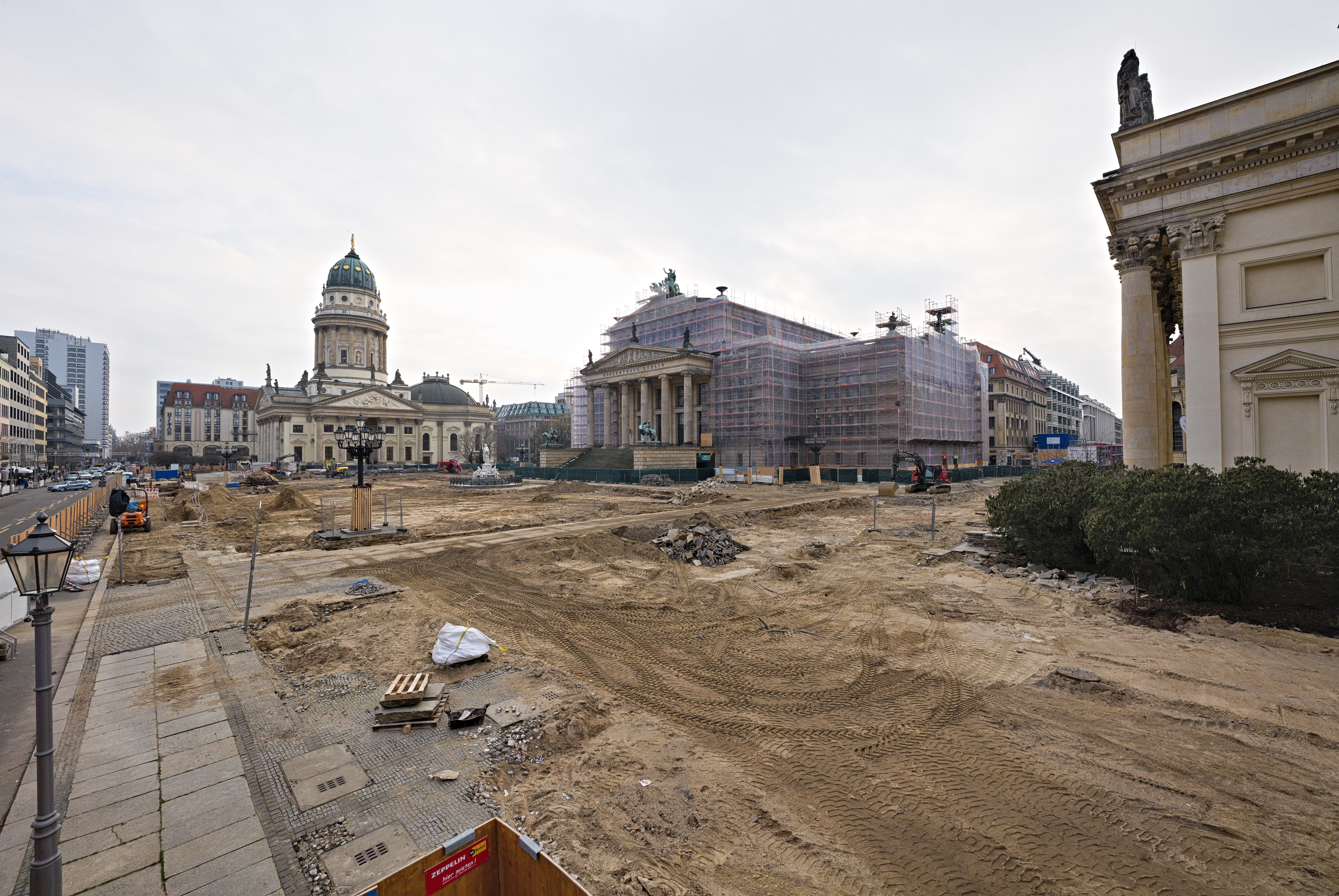
Baustelle im Februar 2023.

Im Oktober 2022 startete die Sanierung des Platzes, bei der unter anderem ein System zur Versickerung von Regenwasser unter dem Platz gebaut worden ist. Die Bauarbeiten sind im März 2025 abgeschlossen worden.

## Nutzung
- Seit 1992 fand nahezu jährlich Anfang Juli das Classic Open Air-Konzert auf dem Platz statt.[13] In dessen Rahmen kam es auch zu einigen Kooperationen mit Künstlern / Bands, die eher der Rockmusik zuzuordnen sind.[14]
- Im Dezember gibt es den Weihnachtsmarkt am Gendarmenmarkt.
- An jedem 3. Oktober veranstaltet der Verein der Freunde und Förderer des Gendarmenmarktes e. V. anlässlich des Jahrestages der deutschen Wiedervereinigung ein Einheitsfest auf dem Platz.
- An der Ecke Markgrafen-/Jägerstraße steht das Gebäude der Berlin-Brandenburgischen Akademie der Wissenschaften. Es wurde 1901 als Sitz der Seehandlungsgesellschaft errichtet.

Außerdem befinden sich am Gendarmenmarkt zahlreiche Restaurants, Geschäfte und Hotels.